# IC 34
IC 34 је спирална галаксија у сазвјежђу Рибе која се налази на листи објеката дубоког неба у Индекс каталогу.
Деклинација објекта је + 9° 7' 30" а ректасцензија 0h 35m 36,4s. Привидна величина (магнитуда) објекта IC 34 износи 12,7 а фотографска магнитуда 13,6. IC 34 је још познат и под ознакама UGC 351, MCG 1-2-32, CGCG 409-44, PGC 2134.